# Saint-Rigomer-des-Bois
Saint-Rigomer-des-Bois is een voormalige gemeente in het Franse departement Sarthe in de regio Pays de la Loire en telt 471 inwoners (1999). De plaats maakt deel uit van het arrondissement Mamers.
Tot 1 januari 2015 was Saint-Rigomer-des-Bois een zelfstandige gemeente. Op die datum werd het met Chassé, La Fresnaye-sur-Chédouet, Lignières-la-Carelle, Montigny en Roullée samengevoegd tot de nieuwe fusiegemeente Villeneuve-en-Perseigne.

## Geografie
De oppervlakte van Saint-Rigomer-des-Bois bedraagt 17,3 km², de bevolkingsdichtheid is 27,2 inwoners per km².
De onderstaande kaart toont de ligging van Saint-Rigomer-des-Bois met de belangrijkste infrastructuur en aangrenzende gemeenten.

## Demografie
Onderstaande figuur toont het verloop van het inwonertal (bron: INSEE-tellingen).